# Triumpilins
Les Triumpilins (en latin : Triumpilini, -orum) sont un antique peuple alpin établi dans le Val Trompia, dans l'actuelle province de Brescia, en Lombardie.
Selon Pline l'Ancien, citant les Origines de Caton le Censeur, les Triumpilins étaient une tribu des Euganéens.
Le nom des Triumpilins figure sur le Trophée des Alpes de La Turbie.